# Lăpuș, Maramureș
Lăpuș, în trecut Lăpușul Românesc (în maghiară Oláhlápos, în germană Wallachisch Laposch) este satul de reședință al comunei cu același nume din județul Maramureș, Transilvania, România.
Este înfrățit cu localitatea Peillac, din departamentul Morbihan, (Bretania, Franța). Este reședința și singurul sat din componența  comunei Lăpuș, fiind de altfel cea mai populată așezare rurală din Țara Lăpușului.

## Etimologie
Etimologia numelui localității și râului cu același nume este discutată și există trei presupuneri:
- din substantivul lăpuș (= *lopus): „brusture” (Telekia speciosa);[1]
- din cuvântul maghiar lápos „teren mlăștinos, neted, plat”;[2]
- direct din cuvântul dac sau roman lapis „piatră, lespede”.[3]

## Așezare
Satul Lăpuș este situat pe râul Lăpuș, la 12 km distanță de orașul Târgu Lăpuș, în partea de centru-nord a zonei etno-culturale Țara Lăpușului. Se află la 55 km distanță de municipiul capitală de județ, Baia Mare, și tot la 55 de km de orașul Dej. Se învecinează la nord cu comuna Băiuț; cu comuna Botiza la nord-est; cu comuna Suciu de Sus la sud-est; cu comuna Cupșeni la vest, și cu satul Răzoare, aparținând de orașul Târgu Lăpuș, la sud-vest. E situat la poalele munților Lăpușului și Țibleșului; comunică cu alte sate românești din regiune în principal prin drumul județean 109F (Târgu-Lăpuș-Ocna-Șugatag, care face legătura cu Maramureșul istoric prin pasul Cavnic), dar e legat și prin poteci și drumuri neasfaltate de satele vecine: prin șeaua Gruiului de satul Libotin; peste dealul Obreja, de localitatea Suciu de Jos, iar prin Plaiul Moroșenilor de satul Botiza și Maramureșul istoric.

## Istoric
Numele vechi a localității este Lăpușul Românesc.

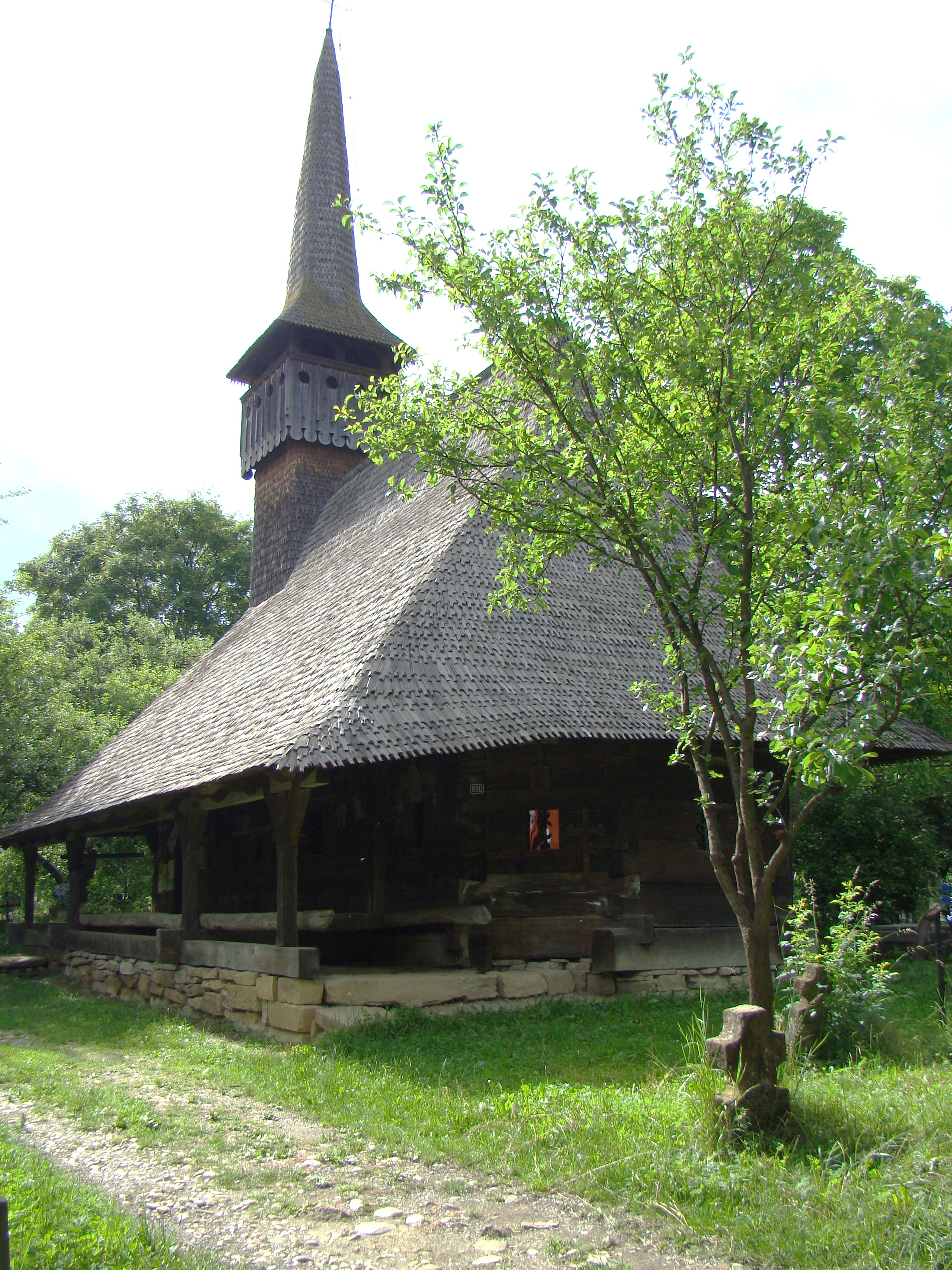
Biserica de lemn din Lăpus

Prima atestare documentară, sub numele Dragosfálva (satul lui Dragoș), datează de la sfârșitul secolului al XIII-lea (1293), numele indicând probabil identitatea cneazului fondator. - dar teritoriul pe care e amplasat satul e locuit din cele mai vechi timpuri, după cum o arată resturile arheologice datând din epoca bronzului descoperite aici.
După alte surse, prima atestare datează din 1505 (Lapos).
După toate aparențele, vatra inițială a satului era amplasată mai spre munte, pe valea râului Ruoaia, satul fiind mutat pe amplasamentul actual în jurul anului 1600. Toponimicul "Lăpuș" apare însă mult mai devreme, într-un document din anul 1231, fiind menționat sub acest nume râul care trece prin pădurile Kekyus și Fenteuș.
La anul 1315 e menționată, într-o diplomă emisă la Timișoara (capitala din acea vreme a regatului), de cancelaria regelui Carol Robert de Anjou, restituirea Țării Lăpușului (terra Lapus), care fusese ocupată de voievodul Ladislau Kán, lui Toma și Ștefan, fiii lui Dionis (magh. Dénes), din familia nobiliara de Losonczi-Tomaj (care va da mai apoi faimoasa familie ardeleană Losonczi-Banffy).
Între anii 1500-1506 au loc negocieri între Emerich și János Banffy pe de o parte, și Ștefan cel Mare, voievod al Moldovei, împreună cu fiul său Bogdan (spectabili et magnifico Stephano wayuode et Bogdan filio eiusdem). Aceștia sunt reprezentați de „alesul Petru pârcălabul de Ciceu" (egregius Petrus Porkolab de Chicho), care cumpără "jumătate din posesiunile Târgu-Lăpuș, cu pertinențele sale, Borcut, Răzoare, Valea Lăpușului și Rohia din Solnocul Interior". În acest fel, satul intră pentru o perioadă de timp în stăpânirea domnitorului Moldovei, Bogdan al III-lea cel Chior. Achiziția satelor din zona Ciceului și Lăpușului are probabil un rol asigurator, domeniul feudal astfel constituit servind drept „sălaș” (descensus) - un loc de refugiu în cazul unei pierderi a tronului. Teritoriile transilvane (inclusiv Lăpușul) rămân în posesia domnitorilor moldoveni până la Petru Rareș, care de altfel se refugiază la Ciceu între 1538-1541.
În 1618, satul se găsește în proprietatea domnitorului transilvănean Sigismund Báthory.
La 30 iulie 1661, principele Ioan Kemény, care tocmai declarase ieșirea principatului de sub suzeranitatea otomană, poposește aici cu un corp de armată. Este însă atacat de tătarii conduși de Ali-pașa, și, în urma unor pierderi însemnate, este nevoit să se retragă.
Între anii 1850-1892, pe teritoriul satului există o mică manufactură de prelucrare a fierului (fabrica Kolb), care produce printre altele sobe din fontă, bogat împodobite.
După al 2-lea război mondial, între anii 1949-1953, în zonă se înregistrează acțiuni de rezistență armată anticomunistă (grupuri de partizani).
Este un străvechi centru ceramic.

## Obiective turistice
- Biserica de lemn din Lăpuș: remarcabilă biserică cu pridvor, datând de la sfârșitul secolului al XVII-lea (1697), monument istoric restaurat intre 2002-2004.
- Mănăstire ortodoxă de maici, cu hramul "Nașterea Maicii Domnului", construită intre anii 1994-1996, pe locul unei foste mănăstiri arse la 1760 de trupele generalului Adolf Nikolaus von Buccow, comandantul militar al Transilvaniei.
- În urma prospectărilor arheologice, a fost descoperită și excavată în apropierea satului o necropolă de la sfârșitul mileniului II î.Hr. (proiecte de amenajare)[12], precum și o parte a unui drum de piatră cu o vechime de peste 3400 de ani.[13]

## Demografie
Evoluția populației comunei Lăpuș, pe ani:
| Anul      | 2007 | 2002 | 1992 | 1977 | 1956 | 1930 | 1910 | 1900 | 1880 |
| --------- | ---- | ---- | ---- | ---- | ---- | ---- | ---- | ---- | ---- |
| populația | 3899 | 3828 | 3876 | 3919 | 3332 | 3016 | 2826 | 2796 | 2624 |

În anul 1857, așezarea avea 2.406 locuitori, distribuția pe confesiuni fiind: 428 romano-catolici, 1.929 greco-catolici, 3 protestanți, 36 de calviniști.
Conform datelor recensământului din 1930 Lăpușu Românesc avea 3.016 locuitori, dintre care 2.756 români, 95 evrei, 88 maghiari, 68 țigani și 9 armeni. Sub aspect confesional populația era alcătuită din 2.824 greco-catolici, 95 mozaici, 85 romano-catolici, 7 reformați (calvini) și 5 ortodocși.
Conform datelor recensământului din 2002  
Lăpușu Românesc avea 3.828 locuitori, dintre care 3.809 români și 19 maghiari.Sub  aspect confesional populația era alcătuită din 3651 ortodocși, 143 greco-catolici, 20 catolici, 9 penticostali și 2 reformați. 3 persoane s-au declarat de altă religie.
Structura populației pe sex și vârstă era următoarea:
| Vârstă și sex | 0-14 ani, bărbați | 0-14 ani, femei | 15-59 de ani, bărbați | 15-59 de ani, femei | 60+ ani, barbați | 60+ ani, femei |
| ------------- | ----------------- | --------------- | --------------------- | ------------------- | ---------------- | -------------- |
| populația     | 392               | 376             | 1154                  | 1149                | 297              | 460            |

## Galerie de imagini

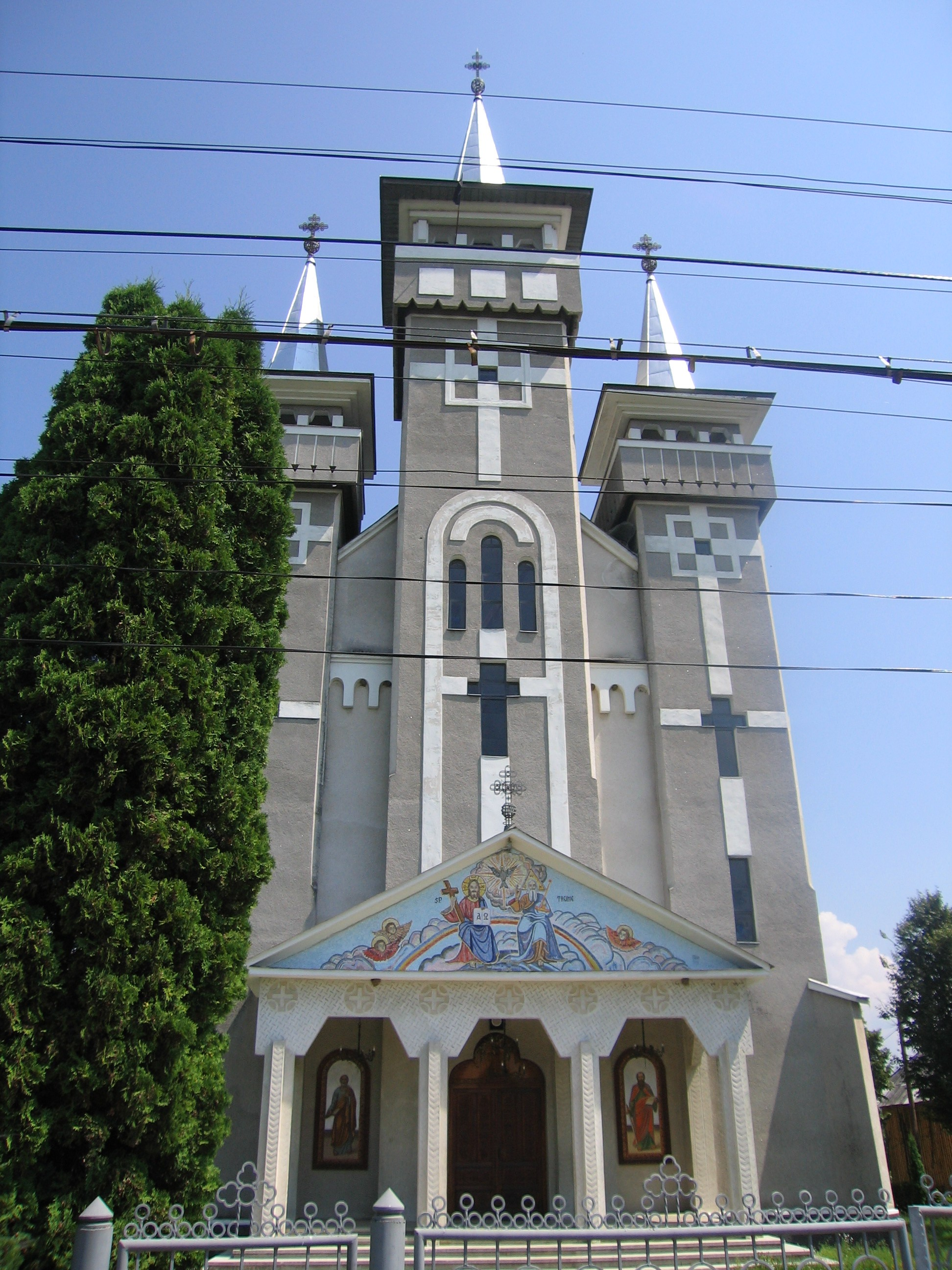
Noua Biserică Ortodoxă
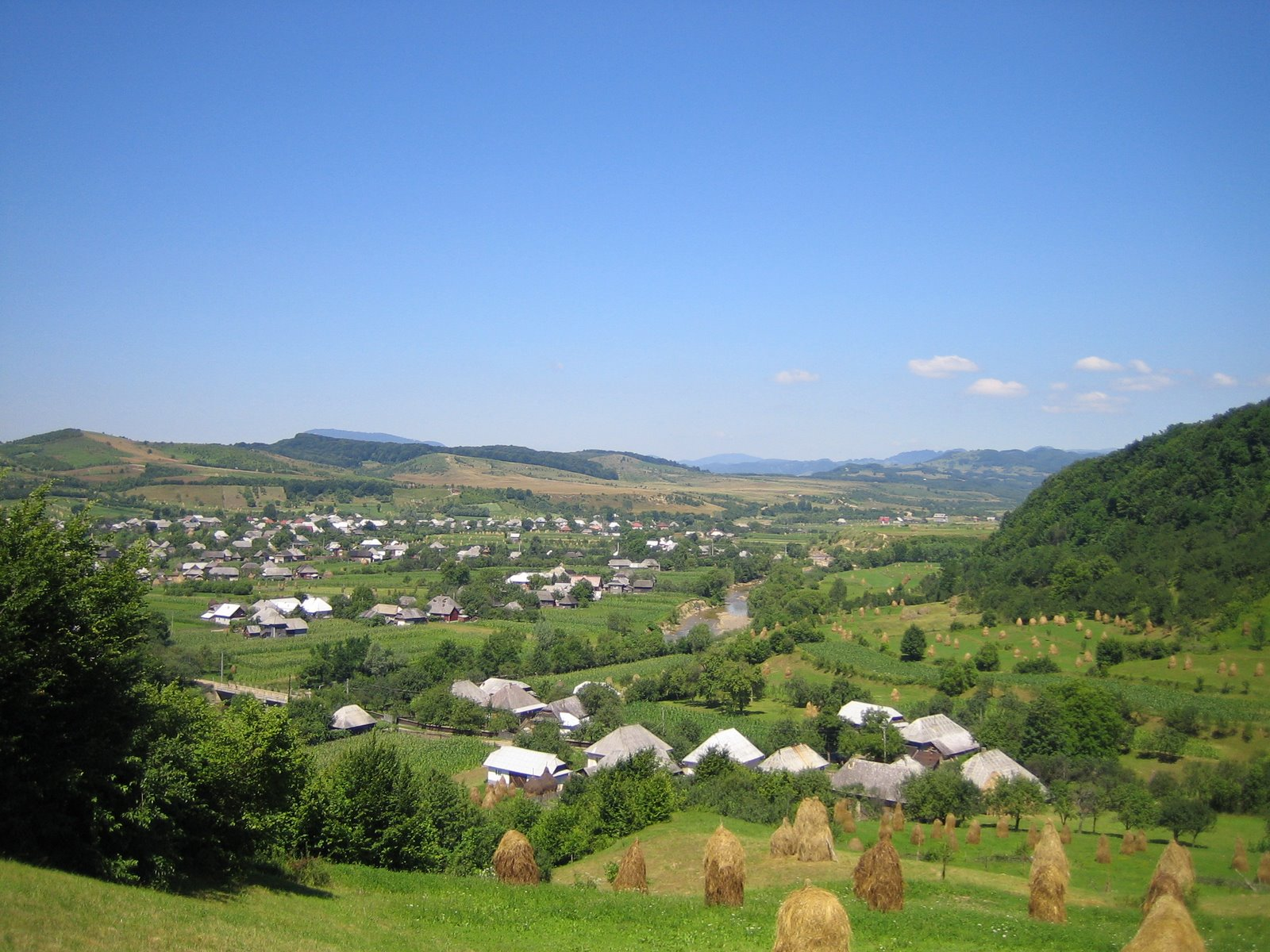
Panoramă a părţii de nord a satului Lăpuş
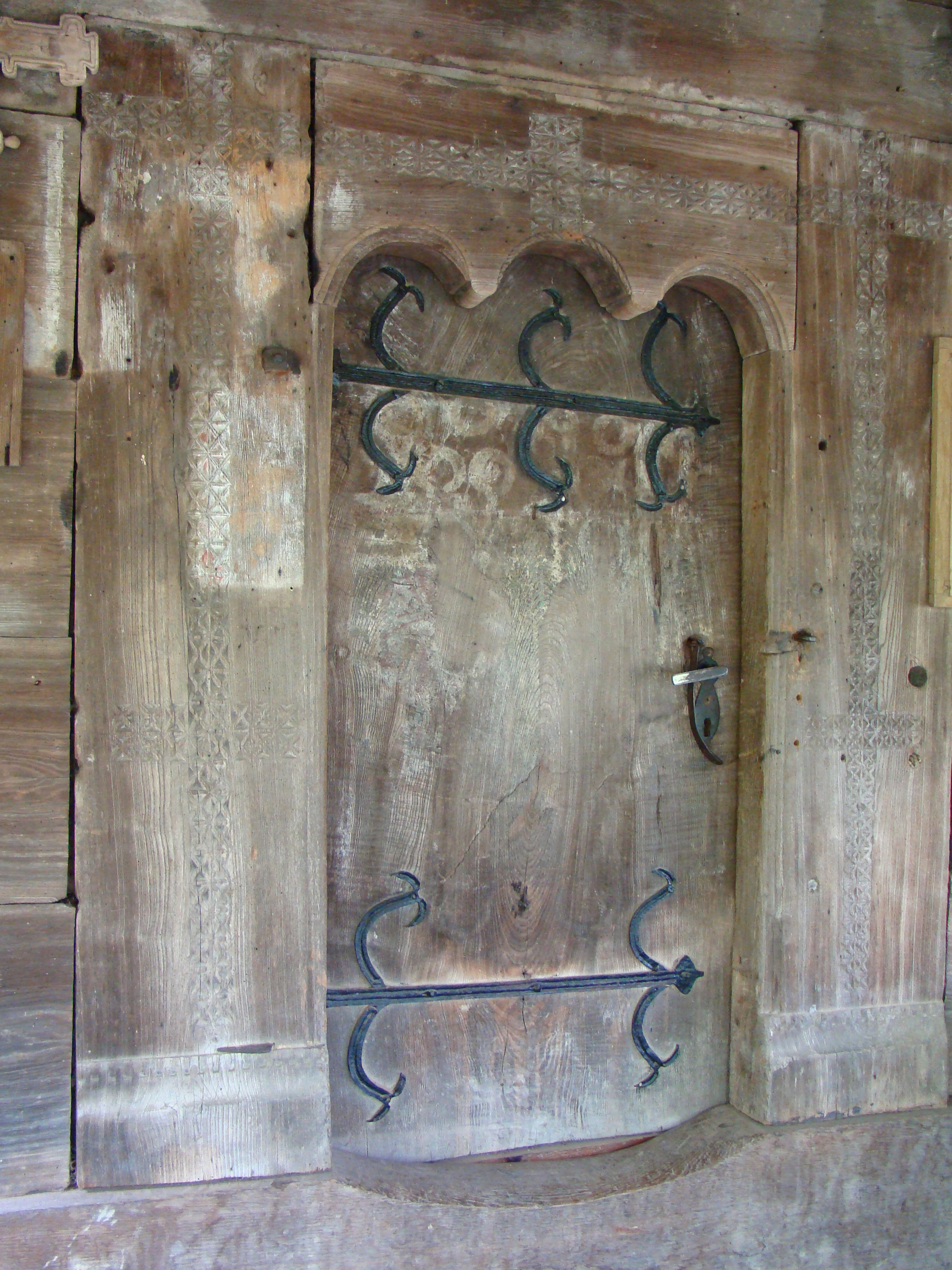
Biserica veche de lemn din Lăpuș. Ușa de intrare în biserică
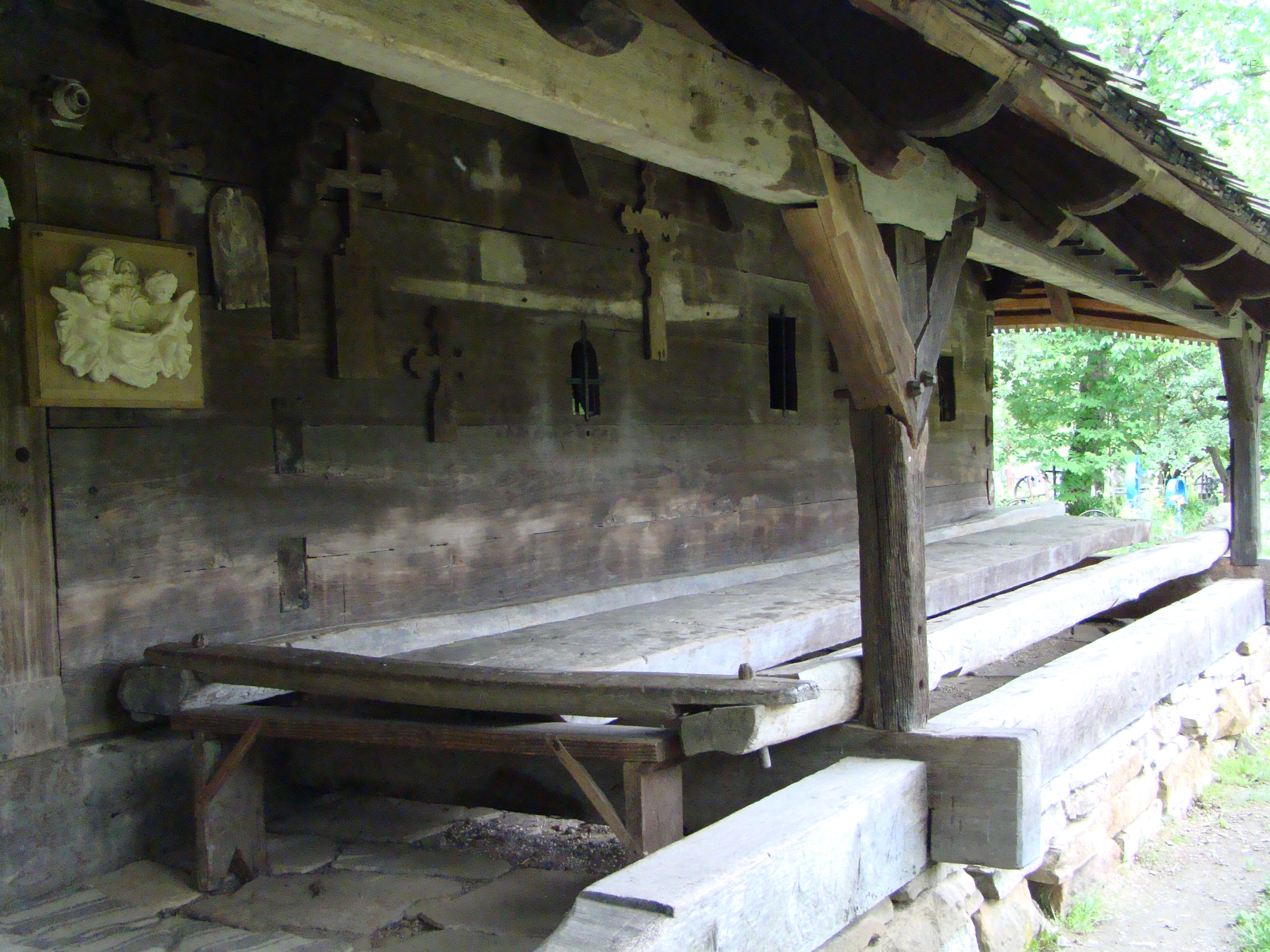
Pridvorul bisericii vechi.
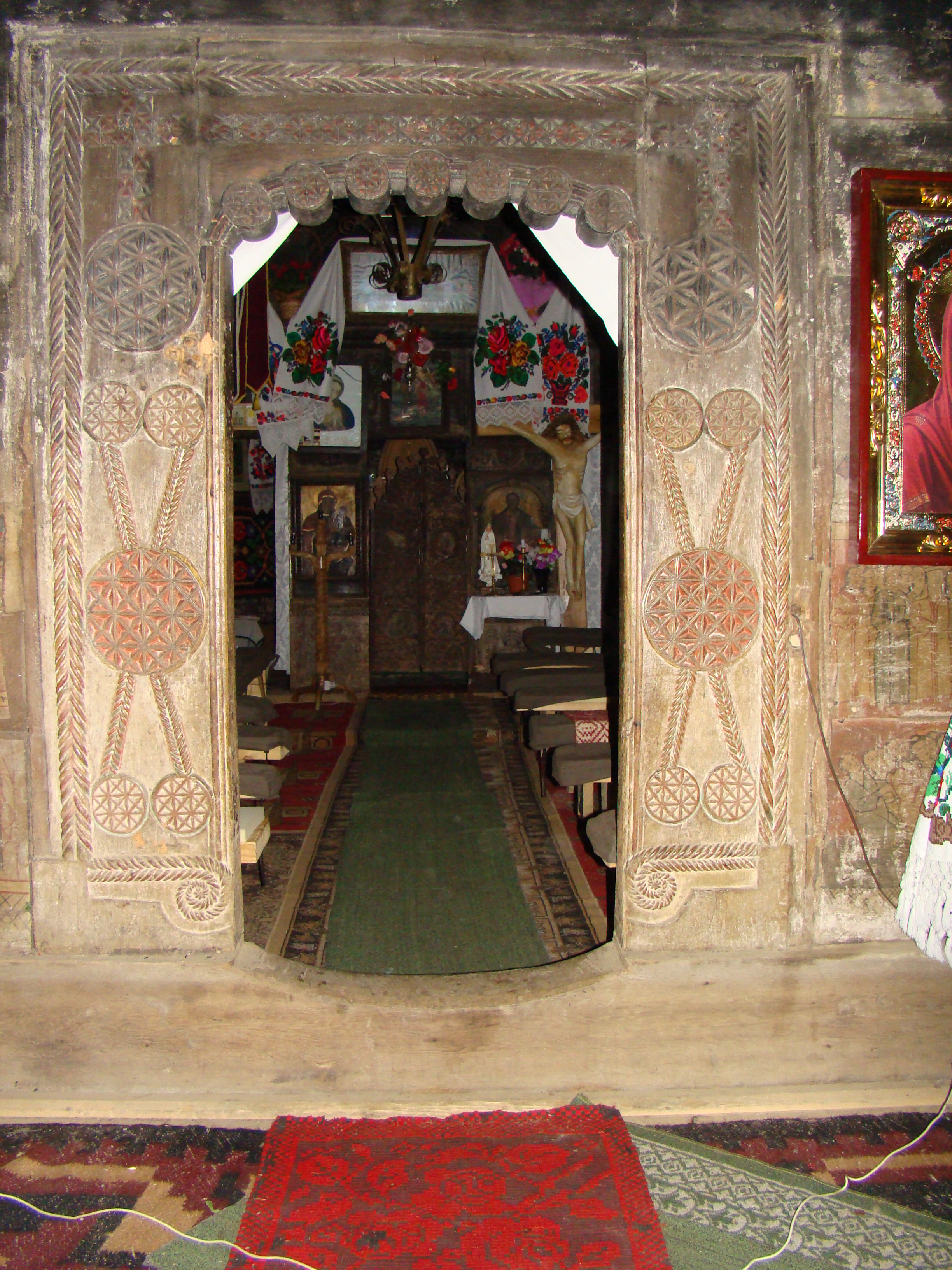
Intrarea în naos.
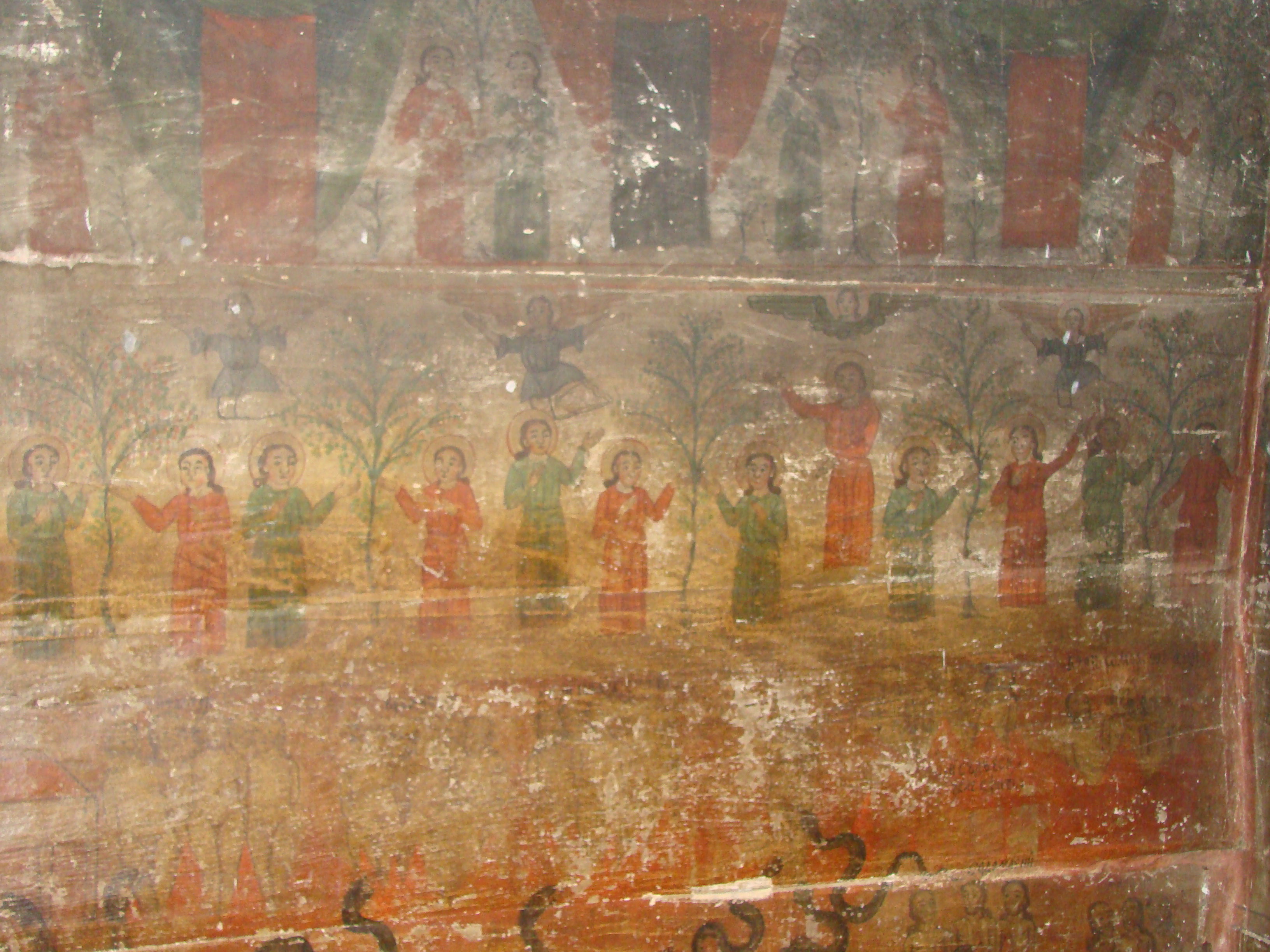
Un zid pictat.